# بين تومسون (ضابط)
بين تومسون (بالإنجليزية: Ben Thompson)‏ هو ضابط أمريكي، ولد في 2 نوفمبر 1843 في Knottingley ‏ في المملكة المتحدة، وتوفي في 11 مارس 1884 في سان أنطونيو في الولايات المتحدة.